# Eleições parlamentares na Estónia em 2007
As eleições legislativas na Estónia de 2007 foram realizadas no dia 4 de Março. O sistema eleitoral foi um sistema de lista semiaberta de representação proporcional de dois níveis. Foi a primeira vez em todo o mundo que uma nação aderiu à votação eletrónica via Internet.

## Votos via internet
A votação electónica foi possível entre 26 e 28 de Fevereiro 2007. Um total de 30.275 cidadãos (3.4%) usaram este meio.
O voto electrónico na Estónia começou nas eleições locais de Outubro de 2005, e foi declarado um sucesso pela Comissão de Eleições da Estónia.

## Partidos concorrentes e cabeças de lista
Partidos representados no anterior Parlamento
- Partido Social Democrata da Estónia - Ivari Padar
- União do Povo da Estónia - Villu Reiljan
- União da Pro Patria e Res Publica - Mart Laar
- Partido Reformista da Estónia - Andrus Ansip
- Partido Central da Estónia - Edgar Savisaar

Partidos não representados no anterior Parlamento
- Partido Esquerda da Estónia
- Partido Independente da Estónia
- Democratas Cristãos da Estónia
- Verdes da Estónia
- Partido Constitucional
- Partido Russo na Estónia

Também sete candidatos Independentes disputaram estas eleições.

## Assentos por distrito eleitoral
| Número do distrito | Distrito eleitoral                                        | Assentos |
| ------------------ | --------------------------------------------------------- | -------- |
| 1                  | Distritos Haabersti, Põhja-Tallinn e Kristiine em Tallinn | 8        |
| 2                  | Distritos Kesklinn, Lasnamäe e Pirita em Tallinn          | 11       |
| 3                  | Distritos Mustamäe e Nõmme em Tallinn                     | 8        |
| 4                  | Províncias de Harjumaa (sem Tallinn) e Raplamaa           | 13       |
| 5                  | Províncias de Hiiumaa, Läänemaa Saaremaa                  | 7        |
| 6                  | Província de Lääne-Virumaa                                | 6        |
| 7                  | Província de Ida-Virumaa                                  | 8        |
| 8                  | Províncias de Järvamaa e Viljandimaa                      | 8        |
| 9                  | Províncias de Jõgevamaa e Tartumaa (sem Tartu)            | 7        |
| 10                 | Cidade de Tartu                                           | 8        |
| 11                 | Províncias de Võrumaa, Valgamaa e Põlvamaa                | 9        |
| 12                 | Província de Pärnumaa                                     | 8        |

## Resultados eleitorais
| Partido                                                                                  | Ideologia                    | Votos   | %     | +/- (em %) | Assentos | +/- |
| ---------------------------------------------------------------------------------------- | ---------------------------- | ------- | ----- | ---------- | -------- | --- |
| Partido Reformista da Estónia                                                            | Liberalismo Clássico         | 153.044 | 27,8  | +10,1      | 31       | +12 |
| Partido Central da Estónia                                                               | Social Liberalismo           | 143.518 | 26,1% | +0,7%      | 29       | +1  |
| União Pro Patria e Res Publica                                                           | Conservadorismo              | 98.347  | 17,9% | –14,0%     | 19       | –16 |
| Partido Social Democrata                                                                 | Social Democracia            | 58.363  | 10,6% | +3,6%      | 10       | +4  |
| Verdes da Estónia                                                                        | Verdes                       | 39.279  | 7,1%  | +7,1%      | 6        | +6  |
| União do Povo da Estónia                                                                 | Agrário                      | 39.215  | 7,1%  | -5,9%      | 6        | -7  |
| Partido Democrata Cristão da Estónia Democrats4 Christian democracy 9,456 1.7% +0.7% 0 — | Democracia Cristã            | 9.456   | 1,7%  | +0,7       | 0        | -   |
| Partido Constitucional                                                                   | Minoria Russa, ala esquerda  | 5.464   | 1,0%  | -1,2%      | 0        | -   |
| Partido da Independência Estoniana                                                       | Eurocepticismo, Nacionalismo | 1.273   | 0,2%  | -0,4%      | 0        | -   |
| Partido Russo na Estónia Estonia Russian minority 1,084 0.2% ±0.0% 0 —                   | Minoria Russa                | 1.084   | 0,2%  | =          | 0        | -   |
| Partido da Esquerda da Estónia Democratic socialism 607 0.1% –0.3% 0 —                   | Socialismo Democrático       | 607     | 0,1%  | -0,3%      | 0        | -   |
| Independentes 563 0.1% –0.3% 0 —                                                         |                              | 563     | 0,1%  | -0,3%      | 0        | -   |
| Total                                                                                    |                              | 550.213 | 100,0 | -          | 101      | -   |